# Jag vill ha dig baby
Jag vill ha dig baby är en singel från år 2012 av skivbolaget EMI. Låten är en duett mellan Carola Häggkvist och Magnus Uggla.
Texten är skriven av Magnus Uggla och musiken av Anders Henriksson och är producerad av Peter Kvint.